# جيري هيرلي
جيري هيرلي (بالإنجليزية: Jerry Hurley)‏ هو لاعب كرة قاعدة أمريكي، ولد في أبريل 1875، وتوفي في 27 ديسمبر 1919.

## وصلات خارجية
- جيري هيرلي على موقعبيزبول رفرنس.كوم (الدوري الرئيسي) (الإنجليزية)
- جيري هيرلي على موقعبيزبول رفرنس.كوم (الدوري الثانوي) (الإنجليزية)